# Еріх Барч
Еріх Барч (нім. Erich Bartsch; 4 січня 1890, Лейпциг — 9 жовтня 1941, СРСР) — німецький військовий ветеринар, доктор ветеринарії (1922), генерал-майор ветеринарної служби вермахту (1 жовтня 1941).

## Біографія
Учасник Першої світової війни. З 1915 року — ветеринар 5-го мінометного полку. В тому ж році призначений в штаб 8-ї армії, в 1919 році — в 5-е головнокомандування сухопутних військ. Після демобілізації армії залишений в рейхсвері. З 1932 року — ветеринар 5-го автомобільного дивізіону. З 1938 року — головний ветеринар 14-ї піхотної дивізії, з 1 лютого 1940 року — 27-го армійського корпусу. Загинув у бою.

## Нагороди
- Залізний хрест 2-го і 1-го класу
- Почесний хрест ветерана війни з мечами
- Медаль «За вислугу років у Вермахті» 4-го, 3-го, 2-го і 1-го класу (25 років)
- Медаль «За Атлантичний вал»
- Хрест Воєнних заслуг 2-го класу з мечами